# Route 73 (Terre-Neuve-et-Labrador)
La route 73 est une route tertiaire de la province de Terre-Neuve-et-Labrador, située dans l'est de l'île de Terre-Neuve, sur la péninsule d'Avalon. Elle est une route faiblement empruntée. Elle mesure 19 kilomètres et est une route asphaltée sur l'entièreté de son tracé.

## Tracé
La 73 débute sur la rive est de la baie Trinity, à New Harbour, sur la route 80. Elle se dirige principalement vers l'est-nord-est sur 18 kilomètres, en étant une route ne possédant pas beaucoup de tournants, puis elle possède un échangeur avec la route 75. Elle traverse ensuite Tilton, puis elle se termine 1 kilomètre à l'est-nord-est de son échangeur avec la 75, au nord-ouest de Spaniard's Bay, sur la route 70.

## Communautés traversées
- New Harbour
- Tilton